# Associazione Calcio Prato 1967-1968
Questa pagina raccoglie le informazioni riguardanti l'Associazione Calcio Prato nelle competizioni ufficiali della stagione 1967-1968.

## Rosa
| N. |                   | Ruolo | Calciatore          |
| -- | ----------------- | ----- | ------------------- |
|    | Italia (bandiera) | D     | Alberto Benini      |
|    | Italia (bandiera) | D     | Gianfranco Bullini  |
|    | Italia (bandiera) | C     | Guglielmo Carminati |
|    | Italia (bandiera) | P     | Piero Querci        |
|    | Italia (bandiera) | A     | Vinicio Ciacci      |
|    | Italia (bandiera) | P     | Giorgio De Rossi    |
|    | Italia (bandiera) | A     | Palmiro Faltoni     |
|    | Italia (bandiera) | C     | Otello Ferri        |
|    | Italia (bandiera) | C     | Roberto Franzon     |
|    | Italia (bandiera) | C     | Antonio Fusari      |

| N. |                   | Ruolo | Calciatore       |
| -- | ----------------- | ----- | ---------------- |
|    | Italia (bandiera) | A     | Emo Giannotti    |
|    | Italia (bandiera) | A     | Bruno Graziani   |
|    | Italia (bandiera) | D     | Sergio Magelli   |
|    | Italia (bandiera) | C     | Fabio Mreule     |
|    | Italia (bandiera) | C     | Ezio Mingutti    |
|    | Italia (bandiera) | C     | Silvio Scapecchi |
|    | Italia (bandiera) | D     | Claudio Viviani  |
|    | Italia (bandiera) | D     | Luciano Zecchini |
|    | Italia (bandiera) | A     | Renzo Brando     |